# Elektrický náboj
Elektrický náboj je fyzikální veličina a vlastnost hmoty. Hmota nesoucí elektrický náboj je zdrojem elektromagnetického pole a zároveň v elektromagnetickém poli na ni působí Lorentzova síla. Polarita elektrického náboje může být kladná nebo záporná. Dle konvence protony nesou kladný náboj a elektrony záporný. V klidu se náboje stejné polarity elektrostaticky odpuzují, opačné přitahují. Celkový elektrický náboj se zachovává a těleso s nulovým celkovým nábojem se označuje jako elektricky neutrální. Náboj není neomezeně dělitelný, ale vyskytuje se v násobcích elementárního náboje e (proton nese náboj +e, elektron −e).
Elektrický náboj je skalární a extenzivní veličina. Jeho hlavní jednotkou v soustavě SI je coulomb (C), pojmenovaný po francouzském fyzikovi Charlesi-Augustinovi de Coulombovi.
Klasická elektrodynamika pomocí chování elektrického náboje popisuje elektromagnetickou interakci, jednu ze čtyř základních interakcí. V případě významných kvantových jevů je však nutné použít kvantovou elektrodynamiku, která s elektrickým nábojem přímo nepracuje. Namísto něj se zabývá interakcí kvantového pole fotonů s kvantovými poli ostatních druhů elementárních částic.
Elektrický náboj se měří přímo pomocí elektrometru či elektroskopu a nepřímo integrací elektrického proudu podle času.

## Historie
George Stoney navrhl po objevu kvantování elektrického náboje, aby se základnímu kvantu elektrického náboje říkalo „elektron“. Bylo to před objevením elektronu (částice) J. J. Thomsonem v roce 1897. Dnes tuto veličinu nazýváme elementární náboj {\displaystyle e}.
Jednotka elektrického náboje coulomb byla navržena v roce 1946 a ratifikována v roce 1948.

## Veličina a jednotky
Elektrický náboj (též velikost nebo množství elektrického náboje) je skalární a extenzivní veličina s obvyklou značkou Q nebo q.

### Hlavní jednotka
Hlavní jednotkou elektrického náboje v soustavě SI je coulomb (C), pojmenovaný po francouzském fyzikovi Charlesi-Augustinovi de Coulombovi. Jedná se o odvozenou jednotku rovnou ampérsekundě (A·s) neboli náboji, který je elektrickým proudem jeden ampér přenesen za jednu sekundu:
1 C = 1 A·s
Velikost coulombu i ampéru je definovaná fixací číselné hodnoty velikosti elementárního náboje e :
e = 1,602176634×10−19 C (přesně)

### Dílčí jednotky
Z dílčích jednotek soustavy SI se používá zejména milicoulomb (mC, tisícina coulombu) a mikrocoulomb (μC, miliontina coulombu).

### Vedlejší jednotky
Ampérhodina (1 Ah = 3600 C) se používá v elektrotechnice zejména při uvádění kapacity galvanických článků. Častá je též miliampérhodina (mAh), tedy tisícina ampérhodiny.
Elementární náboj (e) zmíněný výše se jako jednotka náboje často vyskytuje ve fyzice a chemii.

### Jiné soustavy jednotek
V soustavách jiných než SI má náboj obecně jiný rozměr a jeho jednotka i jinou velikost. Například v elektrostatické variantě soustavy CGS , CGS-ESU, je jednotkou statcoulomb neboli franklin o velikosti 1 Fr = 1 g1/2⋅cm3/2⋅s−1; v magnetické variantě, CGS-EMU, je jednotkou 1 abcoulomb =  1 g1/2⋅cm1/2.

## Související veličiny

### Hustota náboje
Intenzivním protějškem elektrického náboje je hustota náboje, která vyjadřuje množství náboje v jednotce objemu (například uvnitř tělesa), plochy (například na povrchu tělesa) nebo délky (například vlákna).
| Veličina                               | Definice                 | Značka a vzorec                                          | Jednotka |
| -------------------------------------- | ------------------------ | -------------------------------------------------------- | -------- |
| Délková neboli lineární hustota náboje | Náboj na jednotku délky  | {\displaystyle \lambda _{q}=\mathrm {d} Q/\mathrm {d} l} | C/m      |
| Plošná neboli povrchová hustota náboje | Náboj na jednotku plochy | {\displaystyle \sigma _{q}=\mathrm {d} Q/\mathrm {d} S}  | C/m2     |
| (Prostorová) hustota náboje            | Náboj na jednotku objemu | {\displaystyle \rho _{q}=\mathrm {d} Q/\mathrm {d} V}    | C/m3     |

Při zkoumání makroskopických těles můžeme k popisu rozložení elektrických nábojů v tělese využít hustotu elektrického náboje.

### Elektrický proud
Elektrický proud vyjadřuje, kolik náboje projde přes určitou plochu za jednotku času:
{\displaystyle I={\mathrm {d} Q \over \mathrm {d} t}}
Pohybující se elektrický náboj je popisován pomocí elektrického proudu.

### Hustota elektrického proudu
Intenzivním protějškem elektrického proudu je vektor hustoty elektrického proudu, který vyjadřuje, jak velký proud teče jednotkovou plochou a jakým směrem:
{\displaystyle {\boldsymbol {J}}={\mathrm {d} I \over \mathrm {d} S_{\perp }}\,{\boldsymbol {n}}=\rho _{q}\,{\boldsymbol {v}}}
kde
{\displaystyle S_{\perp }} je plocha kolmá na směr pohybu náboje,
n je jednotkový vektor ve směru pohybu kladného náboje,
ρq je hustota náboje,
v je rychlost pohybu nosičů náboje.

## Polarita
Elektrický náboj může mít kladnou nebo zápornou hodnotu, čímž se odlišuje od hmotnosti, která je vždy kladná. O tělesech nesoucích kladný náboj říkáme, že jsou kladně nabitá, a tělesa se záporným elektrickým nábojem označujeme jako záporně nabitá.
Volba kladného a záporného náboje je dána pouze konvencí ještě před objevem elektronu, podle které byl směr elektrického proudu stanoven jako směr od kladného pólu k zápornému; tím pádem došlo k tomu, že elektronu byl posléze přisouzen záporný náboj.

## Celkový elektrický náboj
Celkový elektrický náboj tělesa je záporný, pokud celkový počet jeho elektronů je větší než celkový počet jeho protonů, kladný v opačném případě. Tělesa se stejným počtem protonů a elektronů mají nulový náboj a jsou označována jako elektricky neutrální. 
Tělesa (částice) s nulovým elektrickým nábojem se nazývají elektricky neutrálními tělesy. Tělesa (částice) s elektrickým nábojem (říkáme o nich, že nesou elektrický náboj), se označují jako nabitá tělesa.
Pokud se v tělese nachází více elektrických nábojů, je výsledný elektrický náboj tělesa roven algebraickému součtu elektrických nábojů jednotlivých částí, tzn. {\displaystyle e_{c}=\sum _{i}e_{i}\,}, kde {\displaystyle e_{i}} označuje elektrický náboj {\displaystyle i}-té části tělesa a {\displaystyle e_{c}} je jeho celkový elektrický náboj.
Některá tělesa mohou obsahovat nositele kladného i záporného náboje (často ve velkém množství), přičemž celková hodnota elektrického náboje takového tělesa může být nulová, tzn. těleso jako celek je elektricky neutrální. Přestože je celkový elektrický náboj tělesa nulový, bude i takové těleso působit na své okolí určitými elektrickými silami. Nebudou-li nositelé náboje rozptýleni po tělese rovnoměrně, bude se působení těchto sil projevovat i v makroskopickém měřítku. Taková tělesa pak označujeme jako polarizovaná. Díky elektrostatické indukci se přitahuje i těleso nabité s neutrálním.

## Zákon zachování elektrického náboje
Celkový elektrický náboj {\displaystyle q} (quantum) izolované soustavy zůstává konstantní bez ohledu na změny uvnitř samotné soustavy. Tento zákon je vlastní všem procesům známým ve fyzice a lze jej v lokální podobě odvodit z měřítkové invariance vlnové funkce. Výsledkem zachování náboje je rovnice kontinuity náboje a proudu:
{\displaystyle -q=\int i(t)\,\mathrm {d} t}
Obecně, rychlost změny hustoty náboje {\displaystyle \rho } v objemu {\displaystyle V} je rovna plošnému integrálu přes hustotu proudu {\displaystyle J} procházejícího uzavřenou plochou {\displaystyle S} pod úhlem {\displaystyle \theta } rovnajícího se proudu {\displaystyle I}:
{\displaystyle -{\frac {\mathrm {d} }{\mathrm {d} t}}\int _{V}\rho \,\mathrm {d} V=\int _{S}J\cos \theta \ \mathrm {d} S=I}
Pro elektrický náboj platí zákon zachování elektrického náboje, což znamená, že celkový náboj izolované soustavy se nemůže změnit.
Při vzájemném působení (interakci) elektricky nabitých částic bylo zjištěno, že celkový elektrický náboj systému, v němž k interakci dochází se nemění, tzn. nedochází k samovolnému vzniku nebo zániku elektrického náboje. Celkové množství náboje v elektricky izolované soustavě tedy zůstává konstantní. Tato skutečnost se označuje jako zákon zachování elektrického náboje. Podle tohoto zákona nelze elektrický náboj vytvořit ani zničit, lze jej jen přemístit.
Experimentálně bylo také prověřeno, že velikost elektrického náboje se při jeho pohybu nemění. Tím se elektrický náboj odlišuje např. od hmotnosti, která podle teorie relativity s rostoucí rychlostí vzrůstá. Říkáme, že velikost elektrického náboje zůstává invariantní při transformacích vztažné soustavy.

## Coulombův zákon
Elektrostatickou sílu, kterou na sebe vzájemně působí dva bodové náboje ve vakuu, popisuje Coulombův zákon. Ten říká, že velikost této síly je
{\displaystyle F={1 \over 4\pi \varepsilon _{0}}{|q_{1}q_{2}| \over r^{2}}},
kde
q1 a q2 jsou velikosti nábojů,
r je vzájemná vzdálenost nábojů,
ε0 je permitivita vakua.
Při kladném součinu q1 q2 je tato síla odpudivá, při záporném přitažlivá.
Síly působící mezi dvěma nabitými (nepohybujícími se) tělesy jsou přitažlivé, jestliže mají tělesa náboje s opačnými znaménky, a odpudivé, pokud mají tělesa náboje se shodnými znaménky. Tyto síly se označují jako elektrostatické. Pohybující se nabitá tělesa na sebe navíc působí magnetickými silami.

## Elektromagnetické pole a Lorentzova síla
Náboj ve svém okolí vytváří elektrické pole, pohybující se náboj navíc magnetické pole. Tato dvě pole dohromady tvoří elektromagnetické pole. Na náboj ve vnějším elektrickém poli působí elektrická síla, na pohybující se náboj v magnetickém poli magnetická síla. Výslednice těchto dvou sil se nazývá Lorentzova síla. Časově ustálenými elektrickými silami se zabývá elektrostatika.

## Nosiče elektrického náboje
Z elementárních částic nesou elektrický náboj kvarky a antikvarky, některé leptony (elektron, mion, tauon a jejich antičástice pozitron, antimion a antitauon) a boson W (jedna z intermediálních částic). Ostatní leptony (neutrina a antineutrina) a bosony jsou neutrální. Náboj antičástice je vždy opačný k náboji dané částice.
V běžné látce nesou elektrický náboj pouze kladné protony (složené z kvarků) a záporné elektrony (elementární). Až na znaménko je velikost náboje protonu a elektronu stejná, rovná elementárnímu náboji e. Protony jsou s elektricky neutrálními neutrony vázané v atomovém jádře (s výjimkou vodíku 1, jehož jádro tvoří jediný proton).
Kladně nabité atomové jádro spolu s obalem ze záporně nabitých elektronů tvoří atom a atomy se mohou spojovat chemickými vazbami do molekul a krystalů. Má-li atom, molekula nebo jejich skupina celkový počet protonů a elektronů stejný, jde o neutrální částici. Pokud se tento počet liší, jedná se o elektricky nabitý ion (při chybějících elektronech kladný kation, při přebývajících elektronech záporný anion). Elektrony mohou být vázané v elektronovém obalu atomu nebo v chemické vazbě, delokalizovaně vázané v molekule, volně pohyblivé uvnitř látky (například v kovu) nebo zcela nevázané (například v plazmatu nebo vakuu).
Uspořádaný pohyb nabitých částic tvoří elektrický proud. Elektricky vodivá prostředí tedy obsahují volně pohyblivé nosiče náboje, kterými mohou být elektrony, ionty či malá nabitá tělíska (například prach). V kovech a supravodičích jsou to elektrony. V polovodičích to mohou být elektrony, které v mřížce chemických vazeb přebývají (volné elektrony) nebo chybí (díry). V elektrolytech vedou proud ionty. V plazmatu pak nevázané elektrony a ionty (především kationty).
Elektrické náboje, které se mohou volně pohybovat (např. ve vodičích), se označují jako volné náboje. Při polarizaci dielektrika se objevuje také polarizační náboj. Polarizační náboje se na rozdíl od nábojů ve vodičích nemohou v dielektriku přemisťovat na makroskopické vzdálenosti. Proto bývají označovány jako vázané náboje. Celková hodnota vázaných nábojů vzniklých polarizací v celém objemu tělesa je vždy nulová. Existence a rozložení těchto polarizačních nábojů je spojena s přítomností elektrostatického (popř. jiného fyzikálního) pole.
V některých případech však pro nás není rozložení náboje v tělese podstatné, a celé těleso můžeme nahradit tzv. bodovým nábojem. Pojem bodového náboje je analogií pojmu hmotného bodu v mechanice.

## Kvantování elektrického náboje
Elektrický náboj není spojitě dělitelný, ale vyskytuje se v celočíselných násobcích elementárního náboje e. Kvarky sice mají náboj v násobcích třetiny e, ale vždy se spojují do hadronů (například proton a neutron) s celočíselným násobkem e.
Náboj je také kvantovaný, což znamená, že jeho hodnota je vždy násobkem elementárního náboje {\displaystyle e}, což je nejmenší elektrický náboj, který může volně existovat. Tato vlastnost se také někdy nazývá zákon kvantování náboje. Kvarky mají menší náboje, násobky 1⁄3{\displaystyle \ e}, ale ty se vždy spojí do částice, která má jako náboj přirozený násobek {\displaystyle e}. Proton má náboj {\displaystyle +e} a elektron {\displaystyle -e}.
Přestože je ve fyzice elektrický náboj často považován za veličinu, které lze přiřadit jakoukoli hodnotu, je dnes již známo, že celkový elektrický náboj je vždy celočíselným násobkem tzv. elementárního náboje (elektrický náboj je tedy kvantován). Velikost tohoto elementárního náboje je rovna náboji elektronu. I malé množství látky však obsahuje velké množství elektrických nábojů, což nás opravňuje přiřazovat celkovému náboji makroskopického tělesa hodnoty, které nemusí být celočíselným násobky elementárního náboje.

## Faradayova konstanta
Faradayova konstanta {\displaystyle F} se někdy používá jako jednotka při výpočtech v elektrochemii, jedná se 'o velikost náboje jednoho molu elektronů, tj.  {\displaystyle F=96485,332123\,\mathrm {C} }.

## Měření
K přímému měření celkového elektrického náboje tělesa se používá přístroj zvaný elektrometr. Jednoduchým druhem elektrometru je elektroskop tvořený odpuzujícími se plátky kovu.
K nepřímému měření náboje prošlého vodičem během určitého časového intervalu lze využít definiční vztah mezi nábojem a proudem, tedy integrovat podle času proud protékající vodičem měřený ampérmetrem:
{\displaystyle \Delta Q=\int _{t_{0}}^{t_{1}}i(t)\,\mathrm {d} t}
Při konstatním proudu se tento vztah zjednoduší na prostý součin proudu a času:
{\displaystyle \Delta Q=I\cdot \Delta t}